# 로미오의 푸른 하늘
《로미오의 푸른하늘》(ロミオの青い空 로미오의 푸른 하늘[*])은 세계명작극장 시리즈의 하나로, 1995년 방영된 애니메이션이다. 원작은 독일의 작가 리자 테츠너(Lisa Tetzner)의 1941년 작품 《검은 형제(Die Schwarzen Brueder)》이다. 대한민국에서는 1996년 KBS 2TV를 통해 《로미오》란 제목으로 방영되었다.

## 줄거리
스위스의 작은 마을에서 부모님과 함께 단란하게 살고 있던 소년 로미오는 아버지 로베르토의 치료비를 벌기 위해 마을에 찾아온 사신 루이니에게 팔려 밀라노로 향한다. 로미오는 밀라노로 가던 도중 신비한 소년 알프레드를 비롯해 자신과 처지가 비슷한 다른 아이들을 만나게 되고 우여곡절 끝에 밀라노에 도착하지만 익숙하지 않은 굴뚝청소부 생활은 고난의 연속이었다. 고용주 마르첼로의 아내 에타로부터 구박을 받거나 아들 안제르모에게 도둑 누명을 쓰는 등 갖은 고생을 하지만 로미오는 정직하고 부지런한 성품으로 점차 주위 사람들의 인정을 받는다. 그러던 중 로미오는 알프레드와 재회하고 거리의 불량배 집단인 늑대단에게 괴롭힘을 당하는 굴뚝청소부들을 힘을 모으기 위해 <검은 형제>를 조직한다. 알프레드와 로미오를 중심으로 한 검은 형제는 죠반니가 이끄는 늑대단과의 싸움에서도 승리하고, 마르첼로의 양녀 안젤레타를 친할머니와 만나게 해주는 등 활약을 펼친다. 그러던 어느날 국왕 비토리오 에마누엘레 2세가 밀라노를 찾고 알프레드는 국왕 앞에 나가 부모님을 죽인 숙부를 고발하고 명예를 되찾겠다고 결심한다. 동료들의 도움으로 알프레드의 여동생 비앙카를 구출한 로미오 일행은 늑대단의 협력을 받아 알프레도와 비앙카를 국왕과 만나게 해 준다. 마르티니 자작가의 후계자로서 명예를 되찾은 알프레드는 지병인 폐결핵으로 세상을 떠나고 2대 리더가 된 로미오는 굴뚝청소부 계약 만료로 비앙카와 결혼 후 교사가 되어 많은 아이들을 가르치게 된다.

### 방영 일시
| 방영 채널 | 방송일                      | 방송 시간 |
| --------- | --------------------------- | --------- |
| 후지 TV   | 1995년 1월 15일 ~ 12월 17일 | 종료      |
| KBS 2TV   | 1996년                      | 종료      |

## 등장인물

### 검은 형제
- 로미오 (Romeo)

성우 : 오리카사 아이
이야기의 주인공. 밝고 성실한 성격의 11세 소년. 스위스의 작은 마을에서 평범하게 지내고 있었지만 아버지의 치료비를 위해 돈에 팔려 굴뚝청소부로서 밀라노에 오게 된다. 초반에는 제대로 식사도 하지 못하고 고된 작업환경 속에 놓여 고생을 하지만 도둑 누명을 쓰고 잡혀간 경찰서에서 폭탄 테러를 방지한 일로 심성을 인정받는다. 이후 밀라노로 오는 길에 만났던 소년 알프레드와 재회해 다른 굴뚝청소부들과 함께 <검은 형제>라는 그룹을 만들어 서로를 의지하며 우정을 쌓는다. 글자를 거의 읽을 수 없는 문맹이었지만 알프레도의 영향으로 공부에 관심을 갖게 되고 그가 죽은 뒤에도 검은 형제의 2대 리더로서 그룹을 이끌어간다. 굴뚝청소부로서의 계약이 끝난 뒤 고향으로 돌아가 교사가 되어 아이들에게 글을 가르침으로써 알프레드의 유지를 잇는다.
- 알프레드 (Alfredo)

성우 : 후지타 토시코
로미오의 친구. 밀라노로 오던 도중에 만난 12세의 소년으로 본래는 마르티니 자작가의 후계자다. 숙부의 음모로 쫓기는 몸이 되어 굴뚝청소부로 전락했지만 뛰어난 지성과 풍부한 교양으로 로미오를 비롯한 굴뚝청소부 소년들에게 많은 영향을 주어 <검은 형제>를 결성하는데 있어 주도적인 역할을 한다. 책을 좋아해서 틈틈이 책을 읽고 있으며 기억력이 뛰어나서 카셀라 교수에게서 빌린 책의 몇 페이지가 난롯불에 타자 본문과 비슷한 수준으로 글을 복원하기도 했다. 멤버들의 정신적 지주 역할이었지만 열악한 작업환경 속에서 혹사당한 탓에 폐결핵에 걸린다. 동료들과 늑대단의 도움으로 여동생 비앙카와 함께 국왕 비토리오 에마누엘레 2세의 앞에서 숙부 부부의 만행을 고발하고 명예도 되찾지만 병이 악화되어 로미오가 지켜보는 가운데 최후를 맞는다.
- 비앙카 (Bianca)

성우 : 오카무라 아케미
알프레드의 여동생으로 마르티니 자작가의 영애. 숙부 부부가 집에 불을 질러 부모님을 죽였을 당시 오빠 알프레드와 함께 도망쳤지만 이후 알프레도와 헤어져 숙부 부부에게 붙잡혔다. 로미오와 그 친구들의 도움으로 오빠와 재회한 뒤 국왕 비토리오 에마누엘레 2세에게 진상을 밝힌다. 오빠를 무척 좋아하며 잘 따르는 소녀로 오빠의 절친인 로미오를 질투하면서도 그에게 관심을 갖게 된다. 알프레도드가 죽은 뒤 로미오와 결혼해 태어난 아들에게 알프레도라는 이름을 붙여준다.
- 단테(Dante)

밀라노의 굴뚝청소부로 로미오의 친구. 행동은 거칠지만 마음씨는 따뜻하고 정의감이 강하다. 로미오와 함께 계약이 끝나 고향으로 돌아간다.
- 미카엘

검은 형제들 가운데 가장 어린 소년. 체구가 작고 울보라 늑대단의 표적이 되곤 한다. 바느질이 특기.

### 늑대단
- 조반니 (Giovanni)

성우 : 히야마 노부유키
늑대단의 리더. 뛰어난 싸움실력에 두뇌와 카리스마까지 갖추고 있다. <검은 형제>의 리더인 알프레드와는 대립을 반복하지만 그가 자신의 아버지와 같은 폐결핵에 걸렸다는 사실을 알게 된다. 알프레도가 국왕의 만찬회에 참석할 때에는 <검은 형제>와 협력해 그를 도와주기도 한다.
- 니키타(Nichita)

늑대단의 멤버. 언제나 모자를 쓰고 있어서 소년으로 보이지만 사실은 소녀. 자신이 여자라는 것을 한 번에 알아차린 알프레드에게 계속 호감을 느끼고 있었다. 그가 죽은 뒤 생전에 들었던 대로 머리에 꽃을 꽂고 그의 무덤 앞에 나타났다.
- 리날도

늑대단의 멤버. 붉은 머리카락을 가진 냉정침착한 소년.
- 타키오니

늑대단의 멤버. 다혈질의 소년으로 어른 못지 않은 큰 체구를 가지고 있다. 이기기 위해서는 수단과 방법을 가리지 않는 성격이라 로미오와의 싸움에서도 나이프를 사용해서 반칙패를 당했다.

### 밀라노의 사람들
- 안젤레타 (Angelletta)

성우 : 카와무라 마리아
롯시 부부가 맡아기르고 있는 양녀로 본래는 몬토바니 백작부인의 손녀다. 몸이 약해 집밖에 나가지 못하고 늘 누워지내며 그림을 그리는 것이 취미. 처음 롯시 가에 와서 고생하고 있는 로미오에게 따뜻하게 대해준 유일한 인물이다. 로미오와 친구들의 도움을 받아 할머니 이자벨라와 재회하고 치료를 위해 프랑스로 떠난다.
- 마르첼로 롯시(Marcello Rossi)

밀라노에서 로미오를 고용한 굴뚝청소부. 술을 좋아해서 술에 취해 있는 일이 많지만 정이 많고 아내와 아들에게 꼼짝 못하는 성품이다.
- 에타

마르첼로의 아내. 남편을 쥐락펴락하는 여장부 타입으로 아들 안젤모는 눈에 넣어도 아프지 않을 만큼 귀여워하는 반면 로미오에게는 야박하게 군다. 우여곡절 끝에 떠맡은 딸 안젤레타에 대해서도 나름의 애정을 가지고 있다.
- 안제르모

마르첼로와 에타의 외아들. 부모 앞에서는 착하고 모범적인 아들을 연기하지만 입만 열면 거짓말인 야비한 성품의 소유자다. 안젤레타와의 이별을 아쉬워하거나 알프레도의 장례식을 도와주는 등 이따금 착한 면모도 보인다.

### 그 외
- 카셀라 교수(Casela)

성우 : 아리모토 킨류
대학교수이자 의사. 친절하고 따뜻한 성품의 소유자로 공부를 하고 싶어하는 로미오와 알프레도에게 책을 빌려주는 등 도움을 아끼지 않는다.
- 이자벨라 몬토바니

안젤레타의 할머니. 외아들 아돌포가 신분이 다른 여자와 결혼한 것 때문에 손녀인 안젤레타도 롯시 부부에게 맡기고 매년 양육비만 건네주었다. 아들이 죽은 후로 마음을 굳게 닫고 살아왔지만 안젤레타와 만나 오랜 응어리가 풀어진다. 안젤레타의 병을 고치기 위해 프랑스로 갔지만 이후 알프레도가 국왕을 알현했을 때 만찬회장에 나타나 도움을 준다.
- 국왕

비토리오 에마누엘레 2세. 알프레도가 가지고 있는 훈장과 숙부가 가지고 있는 훈장을 비교한 뒤 숙부가 거짓말을 하고 있음을 간파한다.
- 마우리치오 마르티니

알프레도와 비앙카의 숙부. 집안의 재산을 탐내 아내와 공모해 저택에 불을 지르고 형 부부를 죽였다. 국왕 앞에서 죄가 폭로되어 아내와 함께 체포된다.
- 그라젤라 마르티니

마우리치오의 아내.
- 내레이션

성우 : 이케다 마사코

## 목소리 출연
- 최수민 - 로미오
- 문옥현 - 알프레도
- 한상덕
- 문영래
- 김정경
- 장광
- 이연희
- 차명화
- 문선희
- 오인성
- 김소형

## 우리말 제작
- 작곡 : 나영호
- 작사 : 나래
- 편곡 : 임태성
- 노래 : 정유희
- 녹음 : 신범선
- 그래픽 : 이일구, 도경란
- 편집 : 박강열, 황인규, 이윤주
- 번역 : 윤경아
- 연출 : 김정옥
- 기획 : KBS
- 우리말제작 : KBS미디어

## 목소리 출연
- 박선영 - 로미오
- 소 연 - 알프레도 / 해설
- 김채린 - 비앙카
- 권다예 - 조반니
- 신나리 - 안젤레타
- 김종엽 - 카셀라 교수